# Heterodermia
Heterodermia Trevis (turzynka) – rodzaj grzybów z rodziny obrostowatych (Physciaceae). Ze względu na współżycie z glonami zaliczany jest do grupy porostów.

## Systematyka i nazewnictwo
Pozycja w klasyfikacji według Index Fungorum: Physciaceae, Caliciales, Lecanoromycetidae, Lecanoromycetes, Pezizomycotina, Ascomycota, Fungi.
Synonimy nazwy naukowej: Chaudhuria Zahlbr., Pseudophyscia Müll. Arg..
Nazwa polska według W. Fałtynowicza.

## Niektóre gatunki
- Heterodermia angustiloba (Müll. Arg.) D.D. Awasthi 1973
- Heterodermia antillarum (Vain.) Swinscow & Krog 1976
- Heterodermia appendiculata (Kurok.) Swinscow & Krog 1976
- Heterodermia barbifera (Nyl.) Kr.P. Singh 1981
- Heterodermia chilensis (Kurok.) Swinscow & Krog 1976
- Heterodermia comosa (Eschw.) Follmann & Redón 1972
- Heterodermia dendritica (Pers.) Poelt 1965
- Heterodermia diademata (Taylor) D.D. Awasthi 1973
- Heterodermia dissecta (Kurok.) D.D. Awasthi 1973
- Heterodermia domingensis (Ach.) Trevis. 1869
- Heterodermia flabellata (Fée) D.D. Awasthi 1973
- Heterodermia fragilissima (Kurok.) J.C. Wei & Y.M. Jiang 1986
- Heterodermia hypocaesia (Yasuda ex Räsänen) D.D. Awasthi 1973
- Heterodermia hypoleuca (Muhl.) Trevis. 1868
- Heterodermia isidiophora (Nyl.) D.D. Awasthi 1973
- Heterodermia japonica (M. Satô) Swinscow & Krog 1976
- Heterodermia leucomelos (L.) Poelt 1965
- Heterodermia microphylla (Kurok.) Skorepa 1976
- Heterodermia neoleucomelaena (Kurok.) D.D. Awasthi 1973
- Heterodermia obscurata (Nyl.) Trevis. 1869
- Heterodermia podocarpa (Bél.) D.D. Awasthi 1973
- Heterodermia pseudospeciosa (Kurok.) W.L. Culb. 1967
- Heterodermia speciosa (Wulfen) Trevis. 1868– turzynka okazała
- Heterodermia subcomosa (Nyl.) Elix 1985

Nazwy naukowe na podstawie Index Fungorum. Uwzględniono tylko taksony zweryfikowane. Nazwy polskie według checklist W. Fałtynowicza.